# Zorin dom
Das Stadttheater Zorin dom (kroatisch Gradsko kazalište Zorin dom) ist das Stadttheater in Karlovac (Karlstadt), Kroatien. Das denkmalgeschützte Theatergebäude wurde 1892 eröffnet und ist die Hauptbühne der Stadt für Theater, Oper und Ballett. Es befindet sich westlich des historischen Zentrums von Karlovac und ist nach dem örtlichen Gesangsverein "Zora" benannt.

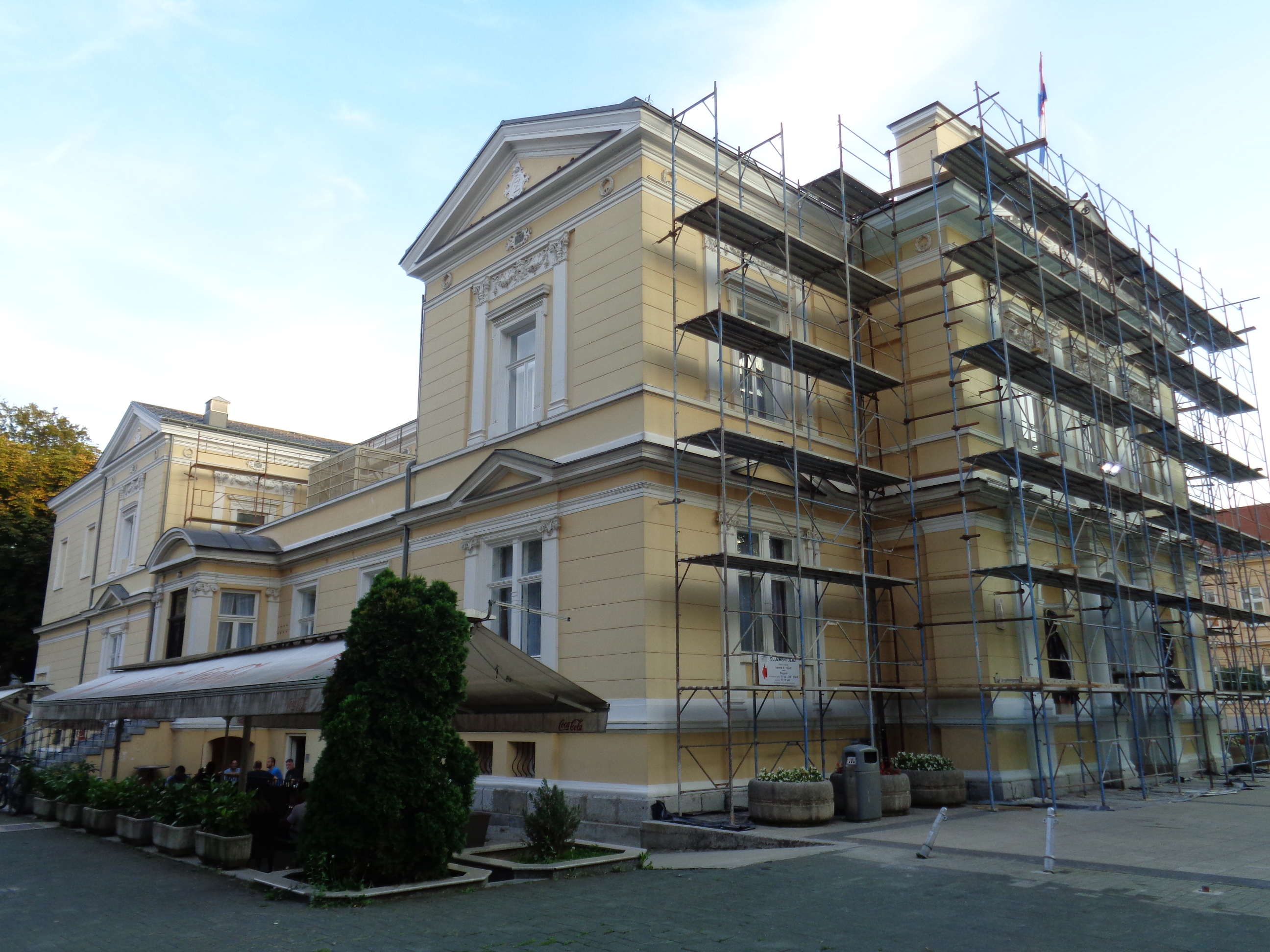
Stadttheater Zorin dom

## Geschichte des Theaters
Die ersten dokumentierten Theateraufführungen im damals habsburgischen Karlstadt fanden im 17. Jahrhundert statt und wurden von Jesuiten aus Zagreb inszeniert, die 1646 eine Mission in der Stadt gegründet hatten.
Ab Ende des 18. Jahrhunderts sind Gastspiele von Wandertruppen belegt. Das damalige deutschsprachige Theaterleben ist in den Jugenderinnerungen aus Kroatien von Imbro Tkalac-Ignatijević dargestellt. Durch wirtschaftlichen Aufschwung des Ortes als Teil der Habsburgermonarchie internationalisierte sich die örtliche Bevölkerung, wobei Fachleute aus den deutschsprachigen Ländern und tschechischen Gebieten stellten die die größte Gruppe. Insbesondere führten intensive Kontakte zu slowenischen Städten mit deutschsprachigem Theater dazu, dass Karlstadt schon relativ früh Ziel von Wandertruppen war.
Im Jahr 1860 wurde in Karlovac ein Liebhabertheater gegründet. Die Theateraufführungen fanden zunächst in improvisierten Sälen und Gasthäusern statt. 1858 wurde der erste kroatische Gesangsverein gegründet, der "Pjevačko društvo karlovačko" (Karlovacer Gesangsverein), ab 1868 "Zora" genannt. In den 1880er Jahren entwickelte sich der Gesangsverein Zora zum Träger des kulturellen Lebens der Stadt. 1886 wurde beschlossen, eines neuen repräsentativen Gebäudes zu errichten. Es dauerte jedoch bis 1892, bis die Idee verwirklicht und ein neues Gebäude, das heutige Stadttheater Zorin Dom, eingeweiht wurde.
Im Jahr 1945 begann eine schrittweise Professionalisierung des Theaterensembles. Das Theater war teilweise auf Wanderschaft und deckte die geografischen Gebiete Banovina, Gorski kotar, Kordun und Lika ab. Nach einer Reihe von erfolgreichen Aufführungen geriet das Theater langsam in finanzielle Probleme, die dazu führten, dass immer mehr prominente Schauspieler das Theater verließen. Im August 1963 wurde beschlossen, das Theater Karlovac zu schließen. In der Folgezeit übernahm das 1952 gegründete Theaterensemble Dramski studio" (Dramatisches Atelier) die Hauptrolle im kulturellen Leben von Karlovac. Die Aktivitäten des Stadttheaters bestehen heute aus eigenen Produktionen,
Gastspiele, Konzerte, Kunstveranstaltungen und andere kulturelle und künstlerische Aktivitäten.

## Bauwerk
Das Stadttheater nach Plänen von Gjuro Carnelutti weist Elemente der Neorenaissance auf. In den 2000er-Jahren wurde das denkmalgeschützte Gebäude schrittweise sowohl außen als auch innen renoviert.

## Nachweise
1. 1 2 3 4  Karlovac. The Outdoor Stage of the Town Theater Zorin Dom. In: Tufaq.com. Abgerufen am 16. Oktober 2020 (englisch).
2. ↑  Zorin dom. In: Kafotka.net. Abgerufen am 16. Oktober 2020 (kroatisch).
3. ↑  Nikola Batušić: Geschichte des deutschsprachigen Theaters in Kroatien, Herausgeber Elisabeth Großegger, Gertraud Marinelli-König, 2017, S. 132–134.
4. ↑  Zorin dom. Abgerufen am 7. April 2024 (kroatisch).
5. ↑  Cultural and social life. Abgerufen am 7. April 2024 (englisch).

## Externe Verweise
Koordinaten: 45° 29′ 30″ N, 15° 33′ 2,6″ O